# Beltone Holding
Beltone Holding S.A.E. ist ein ägyptischer Finanzdienstleister mit Sitz in Kairo.
Das Unternehmen bietet Brokerage, Investmentbanking, Vermögensverwaltung, Aktienanalyse sowie End-to-End-Nichtbanken-Finanzinstitute (NBFIs), darunter Private-Equity und Direktinvestitionen, Leasing, Factoring, Verbraucherfinanzierung, Risikokapital, Hypothekenfinanzierung und Mikrofinanzierung an. Es ist in der MENA-Region tätig.  Es ist an folgenden Firmen beteiligt: National Seeds Company, Sehatech und Cash for Microfinance.
Das Unternehmen ist Mitglied im EGX 30 Index an der Egyptian Exchange. Die  größten Aktionäre sind Chimpe 1 Investment SPV RSC LTD (55,91 %), Ahmed Hamdi Abu Hashima Abdel Aziz  (9,90 %). Der Streubesitz beträgt 42,523 %.

## Geschichte
Das Unternehmen wurde im Jahr 2002 als Beltone Financial Holding S.A.E. von Aladdin Saba gegründet.  Die Umsätze entwickelten sich dynamisch. Während sie im Jahre 2014 noch 53,79 Mio. EGP betrugen und bis 2022 auf 227 Mio. EGP wuchsen, vervielfachten sie sich im Jahr 2023 auf 1,42 Mrd. EGP.